# 格里芬坎圖亞牧場 (加利福尼亞州)
基芬坎圖亞牧場（英語：Giffen Cantua Ranch）是位於美國加利福尼亞州弗雷斯諾縣的一個非建制地區。該地的面積和人口皆未知。

## 地理
基芬坎圖亞牧場的座標為36°28′29″N 120°23′33″W / 36.47472°N 120.39250°W，而該地的平均海拔高度為136米（即446英尺）。